# 나단 밀슈타인

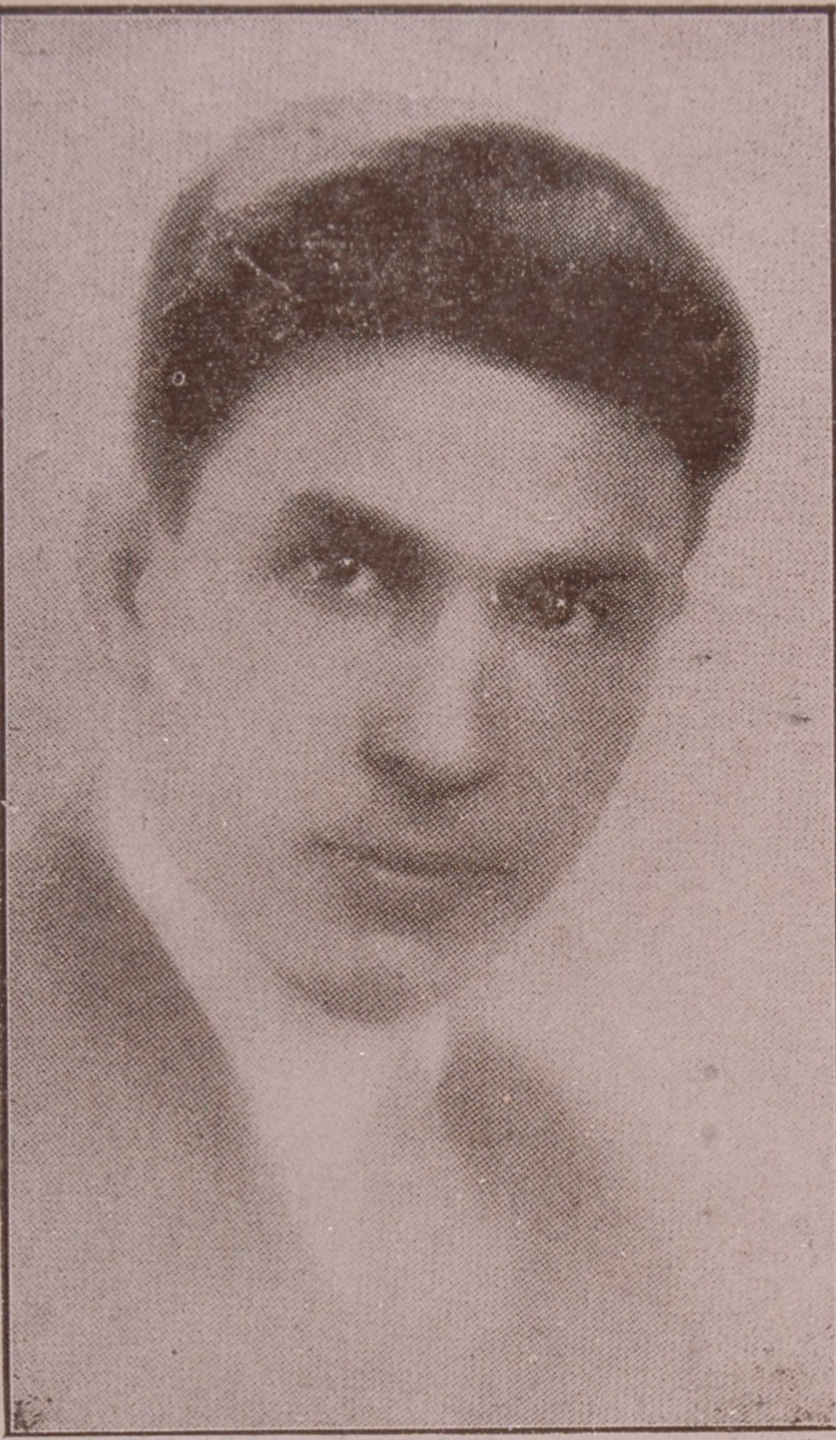
나단 밀슈타인의 사진

나단 미로노비치 밀슈타인(영어: Nathan Mironovich Milstein, 1904년 1월 13일(율리우스력 1903년 12월 31일) ~ 1992년 12월 21일)은 우크라이나 태생의 미국의 바이올린 연주자이다.
20세기 최고의 바이올린 연주자 중 한 명으로 널리 여겨지는 밀슈타인은 요한 제바스티안 바흐의 솔로 바이올린 작품과 낭만주의 시대의 작품들을 해석한 것으로 알려져 있다. 그는 또한 오랜 경력으로도 알려져 있다. 그는 80대 중반까지 높은 수준에서 공연을 했으며, 손이 부러지는 고통을 겪은 후에야 은퇴했다.
밀슈타인은 러시아 제국 오데사(오늘날의 우크라이나)에 거주하고 있던 중산층 유대인 가정에서 7명의 자녀 가운데 넷째 아이로 태어났다. 7세 시절에 그는 유명한 바이올린 연주자였던 다비드 오이스트라흐의 스승이기도 한 저명한 바이올린 선생인 표트르 스톨야르스키와 함께 바이올린을 공부하기 시작했다.
1929년 밀슈타인은 레오폴드 스토코우스키와 필라델피아 오케스트라와 함께 미국 데뷔를 했다. 그는 결국 뉴욕에 정착하여 미국 시민이 되었다. 그는 런던과 파리의 거주지를 유지하면서 유럽 전역을 반복적으로 여행했다. 그와 동행했던 주요 피아노 연주자는 폴란드계 미국인인 아르투르 발삼(1906년 ~ 1994년)으로, 거의 반세기 동안 그와 함께 공연을 했다.
밀슈타인은 바이올린을 위한 많은 작품들을 편곡했고 많은 협주곡을 위해 카덴차를 썼다. 1968년에는 프랑스 정부로부터 레지옹 도뇌르 훈장을 받았고 1975년에는 요한 제바스티안 바흐의 《무반주 바이올린을 위한 소나타와 파르티타》 연주를 통해 그래미상을 수상했다. 1987년에는 로널드 레이건 미국 대통령으로부터 존 F. 케네디 센터 명예상을 받았다.